# Bussyita-(Y)
La bussyita-(Y) és un mineral de la classe dels òxids. Rep el nom en honor d'Antoine Alexandre Brutus Bussy (Marsella, França, 29 de maig de 1794 - París, 1 de febrer de 1882), químic, una de les primeres persones en aïllar el beril·li, un dels components d'aquest mineral.

## Característiques
La bussyita-(Y) és un òxid de fórmula química (Y,REE,Ca)₃(Na,Ca)₆MnSi9Be₅(O,OH,F)34. Va ser aprovada com a espècie vàlida per l'Associació Mineralògica Internacional l'any 2014. Cristal·litza en el sistema monoclínic. La seva duresa a l'escala de Mohs és 4. És l'anàleg amb itri de la bussyita-(Ce).

## Formació i jaciments
Va ser descoberta a la pedrera Poudrette, a la localitat de Mont Saint-Hilaire, a Montérégie (Quebec, Canadà). Es tracta de l'únic indret de tot el planeta on ha estat descrita aquesta espècie mineral.